# Émile Cornez
Émile Cornez (* 5. März 1900 in Dour; † 24. Juli 1967 in Soignies-Casteau) war ein belgischer Politiker und langjähriger Gouverneur der wallonischen Provinz Hennegau.

## Biografie
Cornez wurde 1944 zum Gouverneur der Provinz Hennegau ernannt und behielt dieses Amt bis 1967. Als solcher war maßgeblich an der Strukturreform der Provinz beteiligt, die wegen der Schließung zahlreicher Steinkohlebergwerke notwendig war.
1948 wurde er außerdem Vorsitzender des Wallonischen Wirtschaftsrates, einer auf Initiative der wallonischen Bewegung ins Leben gerufenen Organisation zur Untersuchung und Lösung von Wirtschaftsproblemen in Wallonien. In dieser Funktion trat er für den Föderalismus ein, trat jedoch 1962 als Vorsitzender des Wirtschaftsrates aus Gesundheitsgründen zurück. Wegen seines großen Engagements insbesondere bei wirtschaftspolitischen Themen genoss er großes Ansehen.
Für seine Verdienste wurde Émile Cornez am 12. Juli 1966 mit dem Ehrentitel eines Staatsministers gewürdigt.
Ihm zu Ehren ist außerdem der Prix de la Fondation Émile Cornez der Fakultät für Medizin und Pharmazie der Universität Mons-Hainaut benannt.

## Veröffentlichungen
- Hainaut d'hier et d'aujourdhui (1962)
- Problèmes de l'humanisme contemporain (1964)
- Crise de civilisation et nouvel humanisme (1967)